# Tipula alaska
Tipula alaska är en tvåvingeart som beskrevs av Alexander 1918. Tipula alaska ingår i släktet Tipula och familjen storharkrankar. Inga underarter finns listade i Catalogue of Life.